# قمة بريكس 2025
قمة البريكس 2025 هي القمة السنوية السابعة عشرة لمجموعة البريكس، والتي عقدت في البرازيل في مدينة ريو دي جانيرو.

## خلفية
وفي الفترة ما بين 28 و29 أبريل 2025، انعقد اجتماع لوزراء خارجية الدول الأعضاء في ريو دي جانيرو بالبرازيل، قبل قمة الزعماء. فشل الوزراء في إصدار بيان مشترك متفق عليه، لكنهم أعربوا عن مخاوفهم بشأن صعود ممارسات التجارة الحمائية من جانب إدارة ترامب في الولايات المتحدة. ولم يحضر الرئيس الصيني شي جين بينج القمة للمرة الأولى منذ خلافته لهو جين تاو في منصب الأمين العام للحزب الشيوعي الصيني عام 2012. شارك الرئيس الروسي فلاديمير بوتن عبر البث الافتراضي الرقمي.

## الخلافات

### مشاركة فلاديمير بوتن
في مارس 2023 أصدرت المحكمة الجنائية الدولية مذكرة اعتقال بحق الرئيس الروسي فلاديمير بوتن بتهمة ارتكاب جرائم حرب أثناء الغزو الروسي لأوكرانيا. وقال مستشار بوتن للشؤون الخارجية يوري أوشاكوف إن بوتن لن يحضر القمة بشكل شخصي بسبب مذكرة الاعتقال التي أصدرتها المحكمة الجنائية الدولية.

## القادة المشاركون
- البرازيل
 لويس إيناسيو لولا دا سيلفا، الرئيس (المضيف)
- روسيا
 سيرجي لافروف، وزير الخارجية[8]
- روسيا
 فلاديمير بوتن، الرئيس (يشارك افتراضيًا)
- الهند
 ناريندرا مودي، رئيس الوزراء
- الصين
 لي تشيانغ، رئيس مجلس الدولة
- جنوب إفريقيا
 سيريل رامافوزا، الرئيس
- مصر
 مصطفى مدبولي، رئيس مجلس الوزراء
- إثيوبيا
 أبي أحمد، رئيس الوزراء
- إندونيسيا
 برابوو سوبيانتو، الرئيس
- إيران
 عباس عراقجي وزير الخارجية
- الإمارات العربية المتحدة
 خالد بن محمد آل نهيان ولي العهد[9]

## الضيوف
| الدولة/المنظمة                                      | المنصب                         | شاغل المنصب                 | مصدر   |
| --------------------------------------------------- | ------------------------------ | --------------------------- | ------ |
| AU                                                  | رئيس الاتحاد الإفريقي          | جواو لورنسو                 | [ 10 ] |
| البنك الآسيوي للاستثمار في البنية التحتية           | رئيس البنك                     | جين لي تشون                 | [ 11 ] |
| بنك التنمية لأمريكا اللاتينية ومنطقة البحر الكاريبي | رئيس البنك                     | سيرجيو دياز جرانادوس جويدا ‏ | [ 11 ] |
| منظمة الصحة العالمية                                | المدير العام                   | تيدروس أدهانوم غيبريسوس     | [ 11 ] |
| منظمة التجارة العالمية                              | المدير العام                   | نجوزي أوكونجو إيويالا       | [ 12 ] |
| بيلاروس                                             | وزيرالعلاقات الخارجية          | مكسيم ريجينكوف ‏             | [ 13 ] |
| بوليفيا                                             | الرئيس                         | لويس آرسي                   | [ 11 ] |
| تشيلي                                               | الرئيس                         | غابرييل بوريك               | [ 11 ] |
| كولومبيا                                            | السفير الكولومبي في البرازيل   | Guillermo Rivera Flórez     | [ 11 ] |
| كوبا                                                | First Secretary رئيس كوبا      | ميغيل دياز كانيل            | [ 11 ] |
| كازاخستان                                           | وزيرالعلاقات الخارجية          | مراد نورتليو                | [ 14 ] |
| كينيا                                               | السفير الكيني لدى البرازيل     | أندرو كارانجا               | [ 11 ] |
| ماليزيا                                             | رئيس الوزراء                   | أنور إبراهيم                | [ 15 ] |
| المكسيك                                             | وزير الخارجية                  | خوان رامون دي لا فيوينت     | [ 16 ] |
| نيجيريا                                             | الرئيس                         | بولا تينوبو                 | [ 17 ] |
| فلسطين                                              | السفير الفلسطيني لدى البرازيل  | Ibrahim Alzeben             | [ 11 ] |
| السعودية                                            | وزيرالخارجية                   | فيصل بن فرحان آل سعود       | [ 11 ] |
| تايلاند                                             | مكتب رئيس الوزراء              | Jiraporn Sindhuprai         | [ 18 ] |
| تركيا                                               | وزارة الشؤون الخارجية          | خاقان فيدان                 | [ 11 ] |
| أوغندا                                              | نائب الرئيس                    | جيسيكا الوبو ‏               | [ 11 ] |
| الأمم المتحدة                                       | الامين العام                   | أنطونيو غوتيريش             | [ 19 ] |
| الأوروغواي                                          | الرئيس                         | ياماندو أورسي               | [ 20 ] |
| أوزبكستان                                           | النائب الأول لرئيس مجلس النواب | صديق صفوييف                 | [ 11 ] |
| فيتنام                                              | رئيس الوزراء                   | فام مينه شينه               | [ 21 ] |

## روابط خارجية
- الموقع الرسمي